# قيادة العمليات (فلم 1980)
قيادة العمليات (بالإسبانية: Operación Comando) هو فيلم أرجنتيني من إنتاج عام 1980 وبطولة أدولفو غارسيا.

## القصة
تُسرق زمردة ألكسندرا الشهيرة. يستغل اللص وجود مغنية لإخفاء الجوهرة في علبة مكياجها. منذ تلك اللحظة، سيكرس نفسه لمتابعة المغنية على أمل استعادة غنيمته. لكن فتاة وعمها، وهو محقق هاوٍ، شاهدا عملية السرقة ويتبعانه أيضًا، مما أدى إلى سوء الفهم.

## روابط خارجية
- مقالات تستعمل روابط فنية بلا صلة مع ويكي بيانات